# Balda
Osada Balda, známá také jako Zlatá Studně (německy Gold Brunn) je osada, součást obce Jedlová (Schönbrunn). Leží necelou půlhodinu chůze východně od Jedlové, uprostřed hlubokých lesů. Za svou existenci vděčí několik domků léčivému prameni.

## Historie lázní
Za svou existenci osada vděčí léčivému prameni. V roce 1835 zdroj zkoumal pražský universitní profesor Pleischl. Lázně původně sestávaly ze dvou lázeňských domů a jednoho bazénu. V minulosti měly lázně Zlatá Studna kapacitu 180 lidí. Procházky v oblasti: k prameni, 2 dvě stě let staré lípy (v jedné z nich je 14 metrů vysoký oltář).

### O objevu lázní
Legenda vypráví, že zemědělec z Jedlové v místech, kde jsou dnes lázně, našel zlatou růži. Začaly se provádět vykopávky, ale z důvodu silného proudu vody byly práce zastaveny. Podle výkopů dostala osada jméno Zlatá Studna. Není bez zajímavosti, že obcí Jedlová u Hamrů protéká Zlatý potok. Léčivý pramen byl znám již dlouho a v roce 1740 nechal Franz Rudolf Graf von Hohenembs postavit dřevěný lázeňský dům a skromný penzion. Od té doby se lázně dále rozšiřovaly.

## Pamětihodnosti
- Lesní kaple s letopočtem 1747 nad vchodovými dveřmi.
- Kamenný kříž se sochou Krista v blízkosti kaple z roku 1884.